# 高松宮好仁親王
高松宮好仁親王（たかまつのみや よしひとしんのう、慶長8年3月18日（1603年4月29日） - 寛永15年6月3日（1638年7月14日））は、江戸時代前期の日本の皇族。世襲親王家の高松宮（有栖川宮）初代当主。後陽成天皇の第7皇子。母は関白近衛前久女近衛前子（中和門院）。幼称を七宮（しちのみや）といい、後に三宮（さんのみや）に改める。書号に招月、不白がある。
慶長10年（1605年）に聖護院門主興意入道親王の附弟となり、慶長17年（1612年）に聖護院に入寺。同年12月に親王宣下を蒙り斉祐（ただすけ）と命名される。次いで元服し、名を好仁と改める。同日二品に叙品、弾正尹に任じられる。
寛永2年（1625年）10月に高松宮の宮号を賜る。この宮号は好仁親王の養母勧修寺晴子（新上東門院）の御所が高松殿であったことに由来するという。寛永7年（1630年）に福井藩主松平忠直女で2代将軍徳川秀忠養女の亀姫（宝珠院）を御息所とする。
能書家として名を馳せ、定家流や近衛流の書を多く揮毫した。寛永15年に薨去、享年36。法名は永照院招月不白。

## 子女
- - 第一王女：明子女王（1638-1680） - 後西天皇女御
  - 第二王女：某（?-1700） - 高琳院松誉宝月円清